# Aeroportul Internațional Old Mariscal Sucre
Aeroportul Internațional Old Mariscal Sucre (IATA: UIO, ICAO: SEQQ) este un aeroport din Ecuador ce deservește zona Quito. A fost deschis în 1960.
Situat la o altitudine de 2.813 m, aeroportul dispune de 1 pistă.

## Infrastructură

### Piste
Eroare Lua în Modul:Runway la linia 26: attempt to concatenate local 'surface' (a nil value)